# Гулиелмо Гонзага
Гулиелмо Гонзага (на италиански: Guglielmo Gonzaga; * 24 април 1538, Мантуа, † 14 август 1587, Гойто) от рода Гонзага е от 1550 г. 3-ти херцог на Мантуа, маркграф на Монферат и от 1574 г. херцог на Монферат.

## Биография
Той е вторият син на херцог Федерико II Гонзага (* 1500, † 1540) и на втората му съпруга Маргарита Палеологина (* 1510, † 1566). По бащина линия е внук на Франческо II Гонзага, маркграф на Мантуа, и Изабела д’Есте, а по майчина – маркграф Вилхелм XI от Монферат и принцеса Анна д’Алансон. Има трима братя и три сестри:
- Франческо III (* 1522, † 1550), 2-ри херцог на Мантуа и Монферат, съпруг на Катарина Австрийска
- Елеонора, монахиня
- Анна, монахиня
- Изабела (* 1537; † 1579), маркиза на Васто, вицекралица на Сицилия като съпруга на Франческо Фердинандо д'Авалос, управител на Миланското херцогство;
- Лудовико (* 1539; † 1595), херцог на Невер и Ретел, съпруг на Анриет дьо Клев;
- Федерико (* 1540, † 1565), епископ на Мантуа, кардинал

Има и един полубрат и една вероятна полусестра от извънбрачни връзки на баща си.
Гулиелмо наследява на трона на починалия през 1550 г. свой бездетен брат Франческо III. По договора от Като-Камбрези е потвърден неговата титла „маркиз на Монферат“.
На 26 април 1561 г. в Мантуа се жени за ерцхерцогиня Елеонора Австрийска, дъщеря на император Фердинанд I и Анна Ягелонина. Въпреки гърбавостта си има щастлив брак.
През 1569 г. подчинява с жестоки репресии Казале, който винаги ревностно е пазил автономията си от Монферат. През 1573 г. от маркиз той става херцог на Монферат. 
Гулиелмо е добър администратор на своите владения, покровител на изкуствата, музикант (самият той е композитор) и колекционер на произведения на изкуството. Също така се грижи много за армията. Той е хитър и проницателен политик, способен да остане независим от могъщите на времето си (Папската държава, Свещената Римска империя, сили като Испания и Франция). Увеличава селскостопанското и промишленото производство, засилвайки търговията. Мантуа, през 1567 г., има 46 000 жители.
По време на своето управление, през 1575 г., Гулиелмо получава важна отстъпка от императора при модификацията на герба на Гонзага: позицията на орлите се променя, като от хералдически обърнати надясно се обръщат един срещу друг, и вече не са с снижен полет. 
През 1586 г. той освобождава и приема в двора си поета Торкуато Тасо, затворен във Ферара от зет му, херцог Алфонсо II д'Есте, по време на сватбата му. 
Под негово владичество Мантуа се превръща в един от най-бляскавите и престижни дворове в Европа, а Гулиелмо успява да натрупа колосално състояние, включително 2 млн. златни монети. Той построява Палатинската базилика „Санта Барбара“ в херцогския дворец на Мантуа и провинциалните резиденции в Мармироло и в Гойто. 
Умира през 1587 г. на 49 г. и е погребан в базиликата „Санта Барбара“.

## Брак и потомство
∞ 26 април 1561 в Мантуа за ерцхерцогиня Елеонора Австрийска (* 2 ноември 1534, † 5 август 1594), дъщеря на император Фердинанд I и Анна Ягелонина, от която има един син и две дъщери:
- Винченцо I Гонзага (1562 – 1612), 4-ти херцог на Мантуа и Монферат от 1587
- Маргарита Гонзага (* 27 май 1564, † 6 януари 1618), ∞ 24 февруари 1579 за Алфонсо II д’Есте (1533 – 1597), херцог на Ферара
- Анна Катерина Гонзага (* 17 януари 1566, † 3 август 1621 като монахиня), ∞ 14 май 1582 за Фердинанд II (1529 – 1595), ерцхерцог на Австрия-Тирол.

- Елеонора Австрийска, съпруга
- Винченцо I, син
- Маргерита, дъщеря
- Анна Катерина, дъщеря